# Ewa Piątkowska
Ewa Piątkowska est une joueuse polonaise de volley-ball née le 24 juin 1980 à Ruda Śląska. Elle joue au poste de central.

## Palmarès

### Clubs
Championnat de Belgique:
- 2006[1], 2008
- 2010, 2012

Coupe de Belgique:
- 2008, 2012, 2013[2]